# Mohiro Kitō
Mohiro Kitō (鬼頭 莫宏, Kitō Mohironato; 8 agosto 1966) è un fumettista giapponese.
Proviene dalla Prefettura di Aichi e si è diplomato all'Istituto di Tecnologia di Nagoya, è autore di famosi manga come Narutaru e Bokurano, entrambi adattati in serie animate.

## Stile
Kitoh ha uno stile facilmente riconoscibile, sia graficamente che nelle tematiche delle sue opere. I personaggi sono disegnati quasi sempre alti e magri. I caratteri sessuali secondari sono praticamente assenti, perciò gli uomini non hanno barba e i muscoli sono appena accennati, le ragazze hanno pochissimo seno e i fianchi sono stretti. Le espressioni facciali sono generalmente poco accennate. Le scene di nudo sono molto presenti nelle sue opere, ma i genitali non sono dettagliati, come nelle bambole. Questi elementi caratteristici del suo modo di disegnare danno quell'idea di immaturità, incompletezza e disperazione che sono fondamentali nelle tematiche che tratta.
Le storie mostrano la crudeltà e la fragilità dell'essere umano, in particolare dei bambini, e difatti nelle sue opere sono frequenti le scene di instabilità psichica, violenza sessuale, bullismo.
Queste tematiche si ritrovano in particolare in Narutaru, che a causa di ciò ha subito una forte censura negli altri paesi, con addirittura scene completamente rimosse o modificate  nella traduzione inglese.

## Opere
- Gli ultimi caldi (残暑?, Zansho), Shonen Sunday n. 28, 1987.[1]
- La ragazza sul palo della luce (残暑|三丁目交差点電信柱の上の彼女?, Sanchōme Kōsaten Denshinbashira no Ue no Kanojo), Shonen Champion nn. 37-38, 1994.[1]
- Le ali di Vendemiaire (ヴァンデミエールの翼?, Vandemiēru no Tsubasa), Afternoon, 1996–1998.[2]
- SiNNa 1905 (辰奈1905?, SiNNa 1905), 1999.
- Narutaru (なるたる ～骸なる星・珠たる子～?, Narutaru ~Mukuro naru Hoshi·Tama taru Ko~), Afternoon, 1998-2003.[3]
- Con i fiori in mano (華精荘に花を持って?, Kaseiso ni hana o motte), Afternoon n. 4, 2000.[1]
- Sporca ma pulita (よごれたきれいな?, Yogoreta Kirena), Afternoon n. 11, 2002.[1]
- A&R, Young Magazine GT, n. 6, 2002.[1]
- Allucinazioni dall'utero (殻都市の夢?, Kakutoshi no Yume), Manga Erotics F, 2003-2005.
- La canzone di papà (パパの歌?, Papa no Uta), Young Magazine n. 29, 2003.[1]
- Un posto per Pochi (ポチの場所?, Pochi no Basho), Ikki n. 8, 2004.[1]
- Il portale per lo spazio (コミック☆星新一?, The Gate to Space - Comic Hoshi Shin'ichi), Mystery Bonita, 2004.
- Il nostro gioco (ぼくらの?, Bokurano), Ikki, 2004-2009.[4]
- Miles degli inizi e delle fini (終わりと始まりのマイルス?, Owari to Hajimari no Miles), Manga Erotics F, 2006-ancora in pubblicazione
- Il suo piano omicida (彼の殺人計画?, Kare no Satsujin Keikaku), Jump SQ, 2008
- Il re del vento (風の王?, Kaze no Ou), Jump Square, 2009
- Nanika Mochigattemasu ka (なにかもちがってますか?), good! Afternoon, 2009-ancora in pubblicazione
- Noririn (のりりん?, Noririn), Evening (rivista), 2009-ancora in pubblicazione